# Paul Herman (auteur)
Pour les articles homonymes, voir Paul Herman.
Paul Herman, né le 22 novembre 1950, est un écrivain, journaliste, éditeur, commissaire d'exposition, historien, conférencier et collectionneur belge.

## Biographie
Paul Herman naît le 22 novembre 1950,.
Il est économiste de formation.
La bande dessinée et l'illustration en général lui tiennent depuis toujours à cœur. Il est licencié en sciences économiques appliquées à l’Université catholique de Louvain et dont le mémoire Attentes et comportements du consommateur adulte de bandes dessinées est défendu en 1972.
Alors qu'il termine ses études universitaires, il présente une première exposition de bande dessinée sur le thème de la science-fiction accompagnée d'un catalogue édité à compte d'auteurs.
Il suit encore un post-graduat en économie du développement dans la même université en 1973. Il commence sa carrière professionnelle après avoir été stagiaire pendant 6 mois chez Vroom en Dreesman à Utrecht en 1974. Puis, il devient responsable de la vente par correspondance et publicité chez Marabout de 1974 à 1978. De 1976 à 1979, il signe dans Les Cahiers de la bande dessinée des articles sur les auteurs sur Nikita Mandryka, Tibet, André Cheret et Édouard Aidans. En 1978, il signe deux articles dans l'hebdomadaire Tintin : Dany, Derib et Tibet à Angoulême et Corentin vingt ans après ... !. Il fait partie des premiers experts en bande dessinée.
Il est journaliste à L'Écho de la Bourse en 1979 et rédacteur en chef de la revue L'Enfant de l'Œuvre Nationale de l'Enfance en septembre de la même année.
De janvier 1980 à avril 1983, il est directeur des relations publiques des éditions Casterman.
De 1983 à 2013, il travaille pour les éditions Glénat Benelux comme relation publique et directeur littéraire français et néerlandais. Il crée notamment la collection « Carrément BD ». Il est éditeur de mangas destinés au marché néerlandophone. Il livre pour cet éditeur l’ouvrage Épopées et mythes du western dans la bande dessinée en 1982. Selon Gilles Ratier, rédacteur en chef du site BDzoom, ce livre fait encore référence en 2009. Il sort un livre sur l'illustrateur Georges Léonnec en 1990. Il écrit l’histoire de cette maison d’édition dans Glénat 30 ans d’édition le livre d’or 1969-1999 en 2000.
Il rédige la monographie consacrée à Jean-François Charles Esquisses et toiles en 2001. Il est traducteur de la série Le Zouave d’Ersel et Renot ainsi que de Coma de Steven Dupré. Pour Hermann, il rédige Itinéraires de Bois-Maury en 2006.
Il sort Voiliers et bulles en mer, en 2008. Ce beau-livre revient sur plusieurs décennies de bandes dessinées consacrées à la mer, aux pirates et aux navires, avec force vignettes et légendes explicatives.
En 1997, il collabore également au magazine Vécu avec des articles sur Sambre et Chevalier Walder de Jeanine Rahir.
Il donne une interview évoquant le travail de Bernard Yslaire dans le même magazine qui publie les premières pages d'un épisode de Sambre en décembre 2002.
Parallèlement, il signe encore la préface de nombreux albums dont Le Beau Pays d'Onironie de Lucien Meys, Dampierre de Pierre Legein, Laterna Magica de Gabrielle Borile et Éric Gorski et d’Immondys de Daniel Hulet.
En 2021, il conçoit le dossier de l’intégrale de L'État Morbide de Daniel Hulet.
Comme commissaire d’exposition, on lui doit Capitales européennes en BD, en 2007 pour laquelle André Juillard signe la couverture de l’ouvrage ainsi que Japon-Europe, regards croisés en bandes dessinées en 2009. En 2013, il rend hommage à l'inventeur du roman graphique avec Will Eisner, du Spirit aux graphic novels tenue au Centre belge de la bande dessinée,,. La célébration du 20e anniversaire de la présence du manga en Europe donne lieu à une exposition 20 ans de Manga en Europe tenue au Centre belge de la bande dessinée la même année dont le commissariat est assuré par Paul Herman,.

### Les jouets
Il commence à collectionner les jouets dans les années 1980.
Il publie son premier ouvrage sur le sujet intitulé Le Jouet en Belgique publié par Rossel en 1984. Il livre Poupées made in Belgium en 1988. En 2013, il sort Les Petits Soldats de la grande guerre,.
En 2018, à l'occasion de la célébration du centenaire de la Première Guerre mondiale, il est commissaire d'exposition de Jouets belges de la Grande Guerre à Wavre,.

### Vie privée
Il demeure à Bruxelles en 2018.

## Œuvres

### Ouvrages
- Paul Herman, Le Western dans la bande dessinée, Bruxelles, Maison des jeunes d'Auderghem, 1974, 70 p. (OCLC 1400757954)
- (fr + nl) Paul Herman, Monstres préhistoriques et premiers hommes dans la bande dessinée - Voorhistorische monsters en eerste mensen in stripverhalen, Bruxelles, Paul Herman, 1975, 42 p. (présentation en ligne) Monstres préhistoriques et premiers hommes dans la bande dessinée sur Google Livres
- Paul Herman, La Bande dessinée animalière[34], Chez l'auteur, 1975Livre publié à l'occasion de l'exposition La bande dessinée animalière organisée par la ville de Namur et le collectif bande dessinée dans le cadre de Namur, ville ouverte aux jeunes
- Paul Herman, Épopées et mythes du western dans la bande dessinée, Grenoble, Glénat, 1982.
- Paul Herman, Le Jouet en Belgique, Bruxelles, Rossel, 1984, 117 p. (OCLC 1400489208)
- Paul Herman et Godi (ill.), Bistrots bruxellois, Bruxelles, Glénat Benelux, coll. « Bacchus et Gambrinus », 1986 (ISBN 9782871760009 et 2-87176-000-4, OCLC 1400566993, présentation en ligne).
- Paul Herman, Poupées made in Belgium[29], Bruxelles, Glénat, 1988  (ISBN 2871760047).
- Paul Herman et Jean Rodriguez, Cuisine facile à la bière, Bruxelles, Glénat Benelux, coll. « Bacchus et Gambrinus » (no 5), 1989 (ISBN 9782871760061 et 2871760063, OCLC 417552370, présentation en ligne).
- Paul Herman, Voitures à pédales, Bruxelles, Glénat, coll. « Mémoire d'entreprises » ; 3, 1989  (ISBN 2-87176-015-2).
- Paul Herman, Léonnec : illustrateur de la Vie parisienne, Glénat, 1990  (ISBN 9782723413107) (OCLC 417663086)
- Paul Herman, Le Livre d'or des jouets en bois, Bruxelles, Glénat Benelux, 1992  (ISBN 2-87176-020-9)
- Paul Herman, André Baranyi, Le Livre d'or des jouets made in Belgium, Glénat Benelux, 1997  (ISBN 2871762147)
- Paul Herman, Merveilleuses voitures à pédales, Bruxelles, Glénat Benelux, 1997  (ISBN 2871762139).
- Paul Herman, Glénat 30 ans d’édition : le livre d’or 1969-1999, Grenoble, Glénat, 2000 (ISBN 978-2-7234-3079-1 et 2-7234-3079-0).
- Paul Herman, Jacques Witmeur, Figurines "made in Belgium", Bruxelles, Musée royal de l'Armée et de l'Histoire militaire, 2010  (ISBN 9782870510469)
- Paul Herman, Les Petits Soldats de la Grande Guerre[30], Glénat, décembre 2013  (ISBN 978-2-7234-9799-2)
- Paul Herman, La Grimace du monde : Le fantastique entre Bosch, Bruegel et la bande dessinée, Grenoble, Glénat, 2014, 188 p., ill. ; 24 cm (ISBN 9782344001530 et 2344001530, OCLC 887507560, présentation en ligne).

### Beaux-livres
- Capitales européennes en BD[35], Glénat, Grenoble, mars 2007
Scénario : Paul Herman - Dessin : Collectif - Couleurs : quadrichromie -  (ISBN 978-2-7234-5784-2),Visuel de couverture : André Juillard.
- Voiliers et bulles en mer[36], Glénat, coll. « Chasse-marée », Grenoble, 9 juillet 2008
Scénario : Paul Herman - Dessin : Collectif - Couleurs : quadrichromie -  (ISBN 978-2-7234-6396-6),Visuel de couverture : Jean-Yves Delitte.
- Regards croisés en BD Europe Japon[37],[38], Glénat, Grenoble, 18 mars 2009
Scénario : Paul Herman - Dessin : collectif - Couleurs : quadrichromie -  (ISBN 9782723466721)

### Artbooks
- Esquisses et toiles[39],[12],[40], monographie, textes de Paul Herman, dessins de Jean-François Charles, Glénat, 2001  (ISBN 2-7234-3433-8)

### Catalogues d'exposition
- Will Eisner - An American Dreamer - Un rêveur américain[41], Adhemar, septembre 2013
Scénario : Paul Herman - Dessin : Will Eisner - Couleurs : quadrichromie,paru à l'occasion de l'exposition Will Eisner, du Spirit aux graphic novels tenue au Centre belge de la bande dessinée.

### Commissariat d'expositions
- 20 ans de Manga en Europe[26],[27], Centre belge de la bande dessinée, Bruxelles du 10 mars au 7 juin 2009
- Will Eisner, du Spirit aux graphic novels[23],[24],[25], Centre belge de la bande dessinée, Bruxelles, du 17 septembre 2013 au 2 mars 2014.
- Guerre et Jouet : Les jouets belges de 14-18[42],[31], Maison Autrique à Bruxelles jusqu’au 19 novembre 2014
- Jouets belges de la Grande Guerre[43], Espace d'accueil de Tourisme, Wavre du 10 novembre 2018 jusqu'au 10 avril 2019
- Fantastique Jean Ray, Maison Autrique à Bruxelles en 2019[44].

### Conférences
- Cycle de conférences La BD prend le train dans le cadre de l'exposition Dessine-moi un train ! au Train World à Schaerbeek[45].

#### Livres
: document utilisé comme source pour la rédaction de cet article.
- Philippe Mellot, Michel Denni, Laurent Turpin et Isabelle Morzadec, Trésors de la bande dessinée : BDM 2023-2024 - Catalogue encyclopédique et Argus, Paris, Les Arènes, novembre 2022, 23e éd., 1677 p., ill. ; 23 cm (ISBN 9791037507280, OCLC 1351462460, présentation en ligne), p. 459, 1538. .

#### Articles
- Paul Herman (interviewé par Nicolas Anspach), « Paul Herman : "Dès qu’un projet est signé, tout Glénat doit l’accompagner du mieux que l’on peut !" », ActuaBD,‎ 16 septembre 2005 (lire en ligne, consulté le 8 décembre 2023)
- Paul Herman (interviewé par Charles-Louis Detournay), « Paul Herman : « L’exposition "Les Capitales européennes" rassemble 250 auteurs ». », ActuaBD,‎ 20 juillet 2007 (lire en ligne, consulté le 8 décembre 2023).
- Paul Herman (interviewé), « "Les petits soldats de la Grande Guerre : 800 jouets de la Première Guerre mondiale" de Paul Herman chez Glénat (Grenoble, France) », 20 Minutes,‎ 6 février 2014 (lire en ligne, consulté le 22 novembre 2024).

### Émissions de télévision
- Schaerbeek: une exposition consacrée à l’écrivain belge Jean Ray inaugurée ce mercredi soir sur BX1 (1 min 11 s), 30 janvier 2019.

### Vidéographie
- [vidéo] Exposition Will Eisner : Entretien avec Paul Herman sur Dailymotion, 23 septembre 2013